# Marieke Keijser
Marieke Keijser (Roterdã, 21 de janeiro de 1997) é uma remadora neerlandesa, medalhista olímpica.

## Carreira
Quando jovem, Keijser foi bailarina e aceita por um ano no Royal Dutch Conservatorium. Ela conquistou a medalha de bronze nos Jogos Olímpicos de Verão de 2020 em Tóquio na prova de skiff duplo leve feminino, ao lado de Ilse Paulis, com o tempo de 6:48.03.